# Ratusz w Lęborku

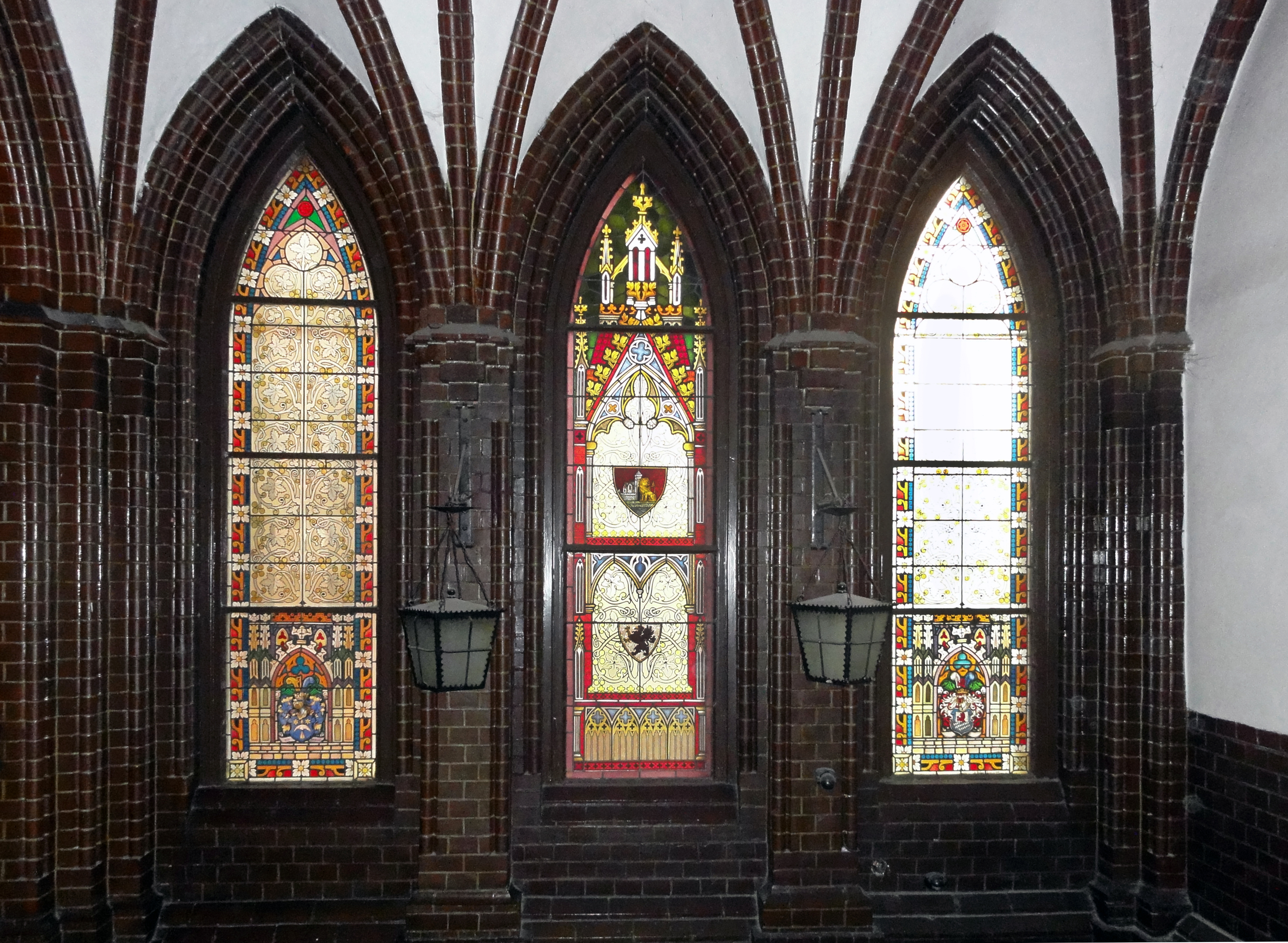
Witraże w lęborskim ratuszu

Ratusz w Lęborku – neogotycki ratusz w Lęborku wybudowany w 1900. Siedziba władz miejskich Lęborka. Od 1987 obiekt wpisany do rejestru zabytków. 
Charakterystycznym elementem budynku jest wieża z hełmem czworobocznym zakończonym ażurową latarnią z iglicą. Usytuowany jest poza granicami średniowiecznego miasta. Dawny ratusz wybudowany w XVIII wieku znajdował się w centrum Rynku.